# خیناکیرن
خیناکیرن (به لاتین: Xınnakirən) یک منطقه مسکونی در جمهوری آذربایجان است که در شهرستان تووز واقع شده است. خیناکیرن ۳۳۱ نفر جمعیت دارد.